# Филипа од Јерменије
Филипа Јерменска (1183 – пре 1219) била је царица Никеја од 1214 до 1216, као друга жена цара Теодора I Ласкариса. Била је ћерка кнеза Рубена III од Јерменије и кнегиње Изабеле од Торона. Њени бака и деда по мајци били су Хамфри III од Торона и Стефани од Милија.

## Принцеза Јерменије
Била је млађа сестра Алисе од Јерменије, касније супруге Рајмунда IV, грофа од Триполија. Њен отац је умро 1186. године, када је Алиса имала четири године, а Филипа само три године. Наследио га је његов млађи брат Лав I од Јерменије који је у почетку био „намесник и старатељ“ његових младих братаница. Њихов стриц их је на крају оставио по страни и наследили су га његови потомци.
Према списима Семпада Констабла, 3. фебруара 1189/1190, Филипа је била верена за Шахенскуа, сина Хордуанела, господара Сасуна и његове жене неименоване сестре Григорија IV Младог, јерменског католикоса од Киликије. У исто време, Алиса је била верена за Хетума, господара Сасуна, старијег брата Шахенска. Подручје Сасуна које су контролисала два брата било је релативно значајно за јерменско краљевство Киликију у то време и кнез Лав I је можда покушавао да обезбеди њихову лојалност веридбама.
Бракови принцезе Алисе и принцезе Филипе десили су се негде између датума њихове веридбе и маја 1193. У мају 1193. Хетум и Шахенску су обојица убијени. Сестре помиње Семпад као њихове удовице. Семпад је такође забележио савремене гласине да кнез Лав I стоји иза оба атентата. Пошто је принцеза Алиса имала само једанаест година, а принцеза Филипа десет, бракови вероватно нису били конзумирани.
Дана 31. јануара 1198/1199, принцеза Филипа је била верена за Ошина од Лампрона, најстаријег Хетумовог сина, господара Лампрона (око 1145 – 1218). До брака никада није дошло, али Семпад не наводи никакав посебан разлог. Ошин је можда наследио свог оца 1218. Али 1220, он је већ био преминуо и господар Лампрона био је његов млађи брат Константин.

## Царица
Дана 24. новембра 1214, године,принцеза Филипа се удала за цара Теодора I Ласкариса од Никејског царства. Њихов брак је забележен у хроници Георгија Акрополита. Имали су сина Константина Ласкариса, рођеног 1215. године, који је управљао Тракијском темом 1249. године.
Међутим, цар Теодор I је 1216. године поништио брак. Царица Филипа је враћена свом стрицу краљу Лаву I и њихов син је разбаштињен.Иако су наведени верски разлози, тачни узроци нису познати. Могуће је да је краљ Лав I можда погрешно представио Филипу као једну од својих ћерки у преговорима о браку, што значи да је цар Теодор I можда желео да обезбеди право наследства на јерменском престолу, док је Филипа била само монархова братаница и није била нарочито блиска у наследству престола.
Када је краљ Лав I умро у мају 1219. године, наследила га је ћерка принцеза Изабела. Филипу међу њеним живим рођацима, Семпад не помиње. Вероватно је умрла између 1216. и ране 1219. године.